# Церковь Святого Геворга (Ахмедли)
Сурб Геворг (арм. Սուրբ Գևորգ) — армянская церковь в Лачинском районе Азербайджана.

## История
Опустевшее село было заселено курдами, которые использовали здание церкви для хозяйственных нужд. В советские годы церковь сильно пострадала.

## Архитектура
Церковь находится в центре села и представляет собой однонефную сводчатую базилику с аркой, опирающейся на две пилястры. Крыша двускатная. При постройке использовались необработанный камень и известковый раствор. Единственный вход с южной стороны. Ризницы отсутствуют.
Крестильная купель расположена в северной стене. Стены церкви укреплены старыми надгробными плитами. Один из таких надгробных камней использован в качестве тимпана над входом. В правой стороне от входа в стену встроен хачкар из жёлтого известняка. Надпись на карнизе на староармянском языке гласит: «Год 1517. Господи, помилуй» (САН 1982, 195).